# Osterhofer Ach
Die Osterhofer Ach ist ein knapp 8,5 km langer Bach auf der Gemarkung Haisterkirch der oberschwäbischen Stadt Bad Waldsee im baden-württembergischen Landkreis Ravensburg, der am Südhang des Römerbühls entspringt und südlich von Mühlhausen in die Umlach mündet.

## Lage
Die Osterhofer Ach liegt in Oberschwaben, im südlichen Baden-Württemberg. Westlich des Verlaufs der Osterhofer Ach befindet sich die Europäische Hauptwasserscheide, während östlich der Höhenzug des Haisterkircher Rückens verläuft. Das Gebiet, durch das die Osterhofer Ach fließt, ist überwiegend flach und von Wiesen und Feldern geprägt. Lediglich am Ursprung der Ach, im Bereich des „Großen Gemeindeholzes“, gibt es ein kleines Waldgebiet. Die Ach entspringt südlich von Haisterkirch und fließt dann in nördlicher Richtung durch oder an den Ortschaften Haisterkirch, Hittisweiler, Hittelkofen und Osterhofen vorbei, bevor sie nördlich von Osterhofen im Bereich der Mühlwiesen in die Umlach mündet.

## Verlauf
| Quelle |

| Lokalisierung von Baden-Württemberg in Deutschland |

| \| Legende \| \| \| \| \| \| \| \| \| »Großes Gemeindeholz«, an der Grenze der Gemarkungen Haisterkirch und Mittelurbach \| \| \| \| \| \| \| \| \| \| \| \| Brücke an der Mündung des Ehrensberger Baches \| \| \| \| Ehrensberger Bach \| \| \| \| \| \| \| \| \| \| \| \| \| \| Zufluss NN-IO7 \| \| \| \| \| \| Brücke am Römerbühl \| \| \| \| \| \| Brücke am Tiergarten \| \| \| \| \| \| Brücke Ortseingang Hittisweiler \| \| \| \| Brücke \| \| Am Biotop Feldgehölze N Hittisweiler \| \| \| \| \| \| Brücke \| \| \| \| \| \| Brücke auf Höhe Wendelinus Kapelle \| \| \| \| Guter Brunnenbach \| \| \| \| \| \| \| \| Brücke Im Heustöckle \| \| \| \| \| \| Brücke Fußweg (bei Ortsansässigem Metallbau) \| \| \| \| \| \| Brücke Am Haidgauer Berg \| \| \| \| \| \| Brücke Rathausstraße \| \| \| \| Tobelbach \| \| \| \| \| \| \| \| Brücke Hittelkofer Straße \| \| \| \| \| \| Brücke Körnerweg \| \| \| \| Staukanal Fockental \| \| \| \| \| \| \| \| Staukanal Haisterkirch \| \| \| \| Fockentalbach \| \| \| \| \| \| \| \| Brücke K7933 \| \| \| \| \| \| Brücke Ortsanfang Hittelkofen \| \| \| \| Hittelkoferbach \| \| \| \| \| \| \| \| Brücke Seitenweg Osterhofer Str. \| \| \| \| Regenüberlauf Hittelkofen \| \| \| \| \| \| \| \| Brücke Seitenweg Eggmannsrieder Str. \| \| \| \| Osterhofer Bach \| \| \| \| \| \| \| \| Brücke Mühlhauser Straße \| \| \| \| \| \| Brücke K7931 \| \| \| \| Staukanal Osterhofen \| \| \| \| \| \| \| \| Brücke Höhe St.-Magnus-Hof \| \| \| \| Tobelbach \| \| \| \| \| Umlach \| \| \| \| \| |                           |  |                                                                                    |  |
| Legende |                           |  |                                                                                    |  |
| |                           |  | »Großes Gemeindeholz«, an der Grenze der Gemarkungen Haisterkirch und Mittelurbach |  |
| |                           |  |                                                                                    |  |
| |                           |  | Brücke an der Mündung des Ehrensberger Baches                                      |  |
| | Ehrensberger Bach         |  |                                                                                    |  |
| |                           |  |                                                                                    |  |
| |                           |  | Zufluss NN-IO7                                                                     |  |
| |                           |  | Brücke am Römerbühl                                                                |  |
| |                           |  | Brücke am Tiergarten                                                               |  |
| |                           |  | Brücke Ortseingang Hittisweiler                                                    |  |
| | Brücke                    |  | Am Biotop Feldgehölze N Hittisweiler                                               |  |
| |                           |  | Brücke                                                                             |  |
| |                           |  | Brücke auf Höhe Wendelinus Kapelle                                                 |  |
| | Guter Brunnenbach         |  |                                                                                    |  |
| |                           |  | Brücke Im Heustöckle                                                               |  |
| |                           |  | Brücke Fußweg (bei Ortsansässigem Metallbau)                                       |  |
| |                           |  | Brücke Am Haidgauer Berg                                                           |  |
| |                           |  | Brücke Rathausstraße                                                               |  |
| | Tobelbach                 |  |                                                                                    |  |
| |                           |  | Brücke Hittelkofer Straße                                                          |  |
| |                           |  | Brücke Körnerweg                                                                   |  |
| | Staukanal Fockental       |  |                                                                                    |  |
| |                           |  | Staukanal Haisterkirch                                                             |  |
| | Fockentalbach             |  |                                                                                    |  |
| |                           |  | Brücke K7933                                                                       |  |
| |                           |  | Brücke Ortsanfang Hittelkofen                                                      |  |
| | Hittelkoferbach           |  |                                                                                    |  |
| |                           |  | Brücke Seitenweg Osterhofer Str.                                                   |  |
| | Regenüberlauf Hittelkofen |  |                                                                                    |  |
| |                           |  | Brücke Seitenweg Eggmannsrieder Str.                                               |  |
| | Osterhofer Bach           |  |                                                                                    |  |
| |                           |  | Brücke Mühlhauser Straße                                                           |  |
| |                           |  | Brücke K7931                                                                       |  |
| | Staukanal Osterhofen      |  |                                                                                    |  |
| |                           |  | Brücke Höhe St.-Magnus-Hof                                                         |  |
| | Tobelbach                 |  |                                                                                    |  |
| Umlach |                           |  |                                                                                    |  |

Die Osterhofer Ach entspringt im Bereich Schönwiesen am südlichen Waldrand zwischen Hittisweiler und Mennisweiler auf etwa 685 m ü. NHN. Von dort fließt sie in einem leichten Bogen in westlicher Richtung nach Hittisweiler. Anschließend durchfließt sie den Ortskern von Haisterkirch und verläuft dann relativ geradlinig in nordnordwestlicher Richtung, westlich an Hittelkofen und Osterhofen vorbei, bis zur Umlach nördlich von Osterhofen, in die sie von links und Süden auf 599,4 m ü. NHN mündet.
Der etwa 8,5 Kilometer lange Lauf der Osterhofer Ach endet ungefähr 85 Höhenmeter unterhalb seiner Quelle, er hat somit ein mittleres Sohlgefälle von etwa 10 ‰.

## Name
Die Osterhofer Ach, die vom Ursprung bis zur Ortschaft Osterhofen abschnittsweise lokal auch als Haisterbach bezeichnet wird, trägt offiziell den Namen Osterhofer Ach und ist nach der Ortschaft Osterhofen benannt.
Der Begriff „Ach“ bezeichnet in Süddeutschland, Österreich und der Schweiz einen kleineren Fluss oder Bach.
Der Name „Osterhofer Ach“ setzt sich somit aus dem Namen der Ortschaft Osterhofen und dem Begriff „Ach“ zusammen.

## Einzugsgebiet
Das Einzugsgebiet der Osterhofer Ach erstreckt sich über eine Fläche von 19,747 km². Es wird im Osten vom Haisterkircher Rücken, im Westen von der Europäischen Hauptwasserscheide, im Süden verläuft die Grenze des Einzugsgebiets nördlich von Mennisweiler und im Norden endet das Einzugsgebiet kurz vor der Mündung in die Umlach.
Die Einzugsgebiete der folgenden Nachbargewässer grenzen an:
- Im Nordosten konkurriert der Mühlbach, der unmittelbar oberhalb in die Umlach mündet;
- im Osten und Südosten liegt das Einzugsgebiet der Wurzacher Ach und einiger ihrer Nebenläufe;
- jenseits der südwestlichen und westlichen Wasserscheide liegt das Einzugsgebiet der Steinach und
- im Nordwesten grenzt das Einzugsgebiet der Lauter an.

## Zuflüsse
Die Osterhofer Ach wird von mehreren Zuflüssen gespeist, die das Gebiet um Hittisweiler, Haisterkirch, Hittelkofen und Osterhofen prägen. Alle diese Zuflüsse münden in die Osterhofer Ach. Dabei entspringen die meisten Zuflüsse am Haisterkircher Rücken im Osten, mit Ausnahme des NN-IO7, der aus dem Norden kommt.
- Der Ehrensberger Bach entspringt im Scheibenholz südöstlich von Ehrensberg, verläuft südlich von Ehrensberg und Hittisweiler und mündet in die Osterhofer Ach im Bereich Schachenwiesen südlich von Hittisweiler. Er ist 1.523 Meter lang, seine Quellhöhe liegt auf ca. 716 m ü. NHN.[LUB Karten Fluss 2]
- Der Zufluss NN-IO7 entspringt im Großen Gemeindeholz am Südlichen Rand der Gemarkung Haisterkirch und mündet in die Osterhofer Ach am Südrand von Hittisweiler im Bereich Kapellenäcker/Kapellenwiesen. Er ist 1,363 Kilometer lang, seine Quellhöhe liegt auf ca. 676 m ü. NHN.[LUB Karten Fluss 3] Hinweis: NN-IO7 ist ein Technischer Name in der amtlichen Gewässerkarte, da der Bach keinen offiziellen eigenen Namen besitzt.Der Hittelkofer Bach

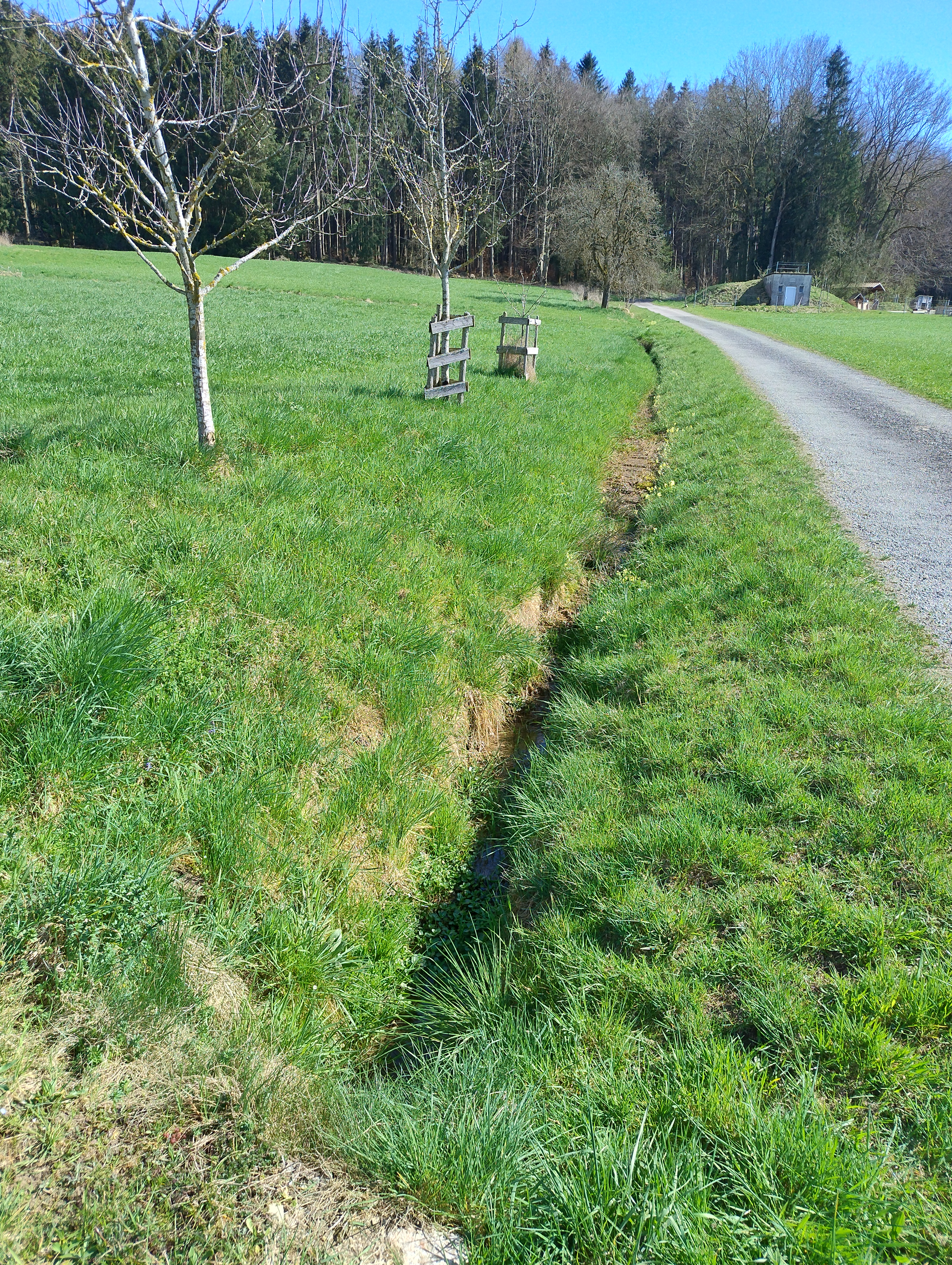
Der Hittelkofer Bach

- Der Guter Brunnen Bach entspringt am Oberen hohen Rain nördlich von Bäuerle. Im Bereich Gaisgraben wird ein Teil seines Wassers für acht Fischweiher genutzt, und er verläuft hangabwärts neben diesen. Seine Mündung in die Osterhofer Ach liegt im Bereich Bachäcker südlich von Heustöckle. Er ist 0,955 Kilometer lang, seine Quellhöhe liegt auf ca. 710 m ü. NHN.[LUB Karten Fluss 4]
- Der Tobelbach, der östlich von Haisterkirch in den Pfaffenwiesen entspringt, fließt zunächst durch ein Waldstück und dann durch den Ortskern von Haisterkirch, bevor er an der Kreuzung Körnerweg und Hittelkofer Straße in die Osterhofer Ach mündet. Er ist 1,068 Kilometer lang, seine Quellhöhe liegt auf ca. 695 m ü. NHN.[LUB Karten Fluss 5]
- Der Fockentalbach entspringt im Fockental am Nordrand von Haisterkirch, verläuft direkt am asphaltierten Weg den Hang am Fockental entlang und mündet in die Osterhofer Ach im Bereich Hellebardenäcker wenige Meter nördlich von Haisterkirch. Er ist 0,612 Kilometer lang, seine Quellhöhe liegt auf ca. 667 m ü. NHN.[LUB Karten Fluss 6]
- Der Hittelkoferbach entspringt in der Stockerei im Wald zwischen Hittelkofen und St. Sebastiane und mündet in die Osterhofer Ach im Bereich Lange Beund. Er ist 1,125 Kilometer lang, seine Quellhöhe liegt auf ca. 708 m ü. NHN.[LUB Karten Fluss 7]
- Der Osterhofer Bach entspringt am Vorderberg, wo sich Wasserquellen befinden, die früher zur Trinkwasserversorgung von Haisterkirch dienten, und mündet in die Osterhofer Ach im Bereich Mühlhauserstraße. Er ist 1,249 Kilometer lang uns seine Quellhöhe liegt auf ca. 685 m ü. NHN.[LUB Karten Fluss 8]

- Der Tobelbach, der nördlich von Graben im Gaisgraben entspringt, mündet in die Osterhofer Ach im Bereich Grabenäcker/Würteäcker. Er ist 1,769 Kilometer lang, seine Quellhöhe liegt auf ca. 689 m ü. NHN.[LUB Karten Fluss 9]Der Tobelbach (Osterhofen), vom Hinterer-Bergweg aus

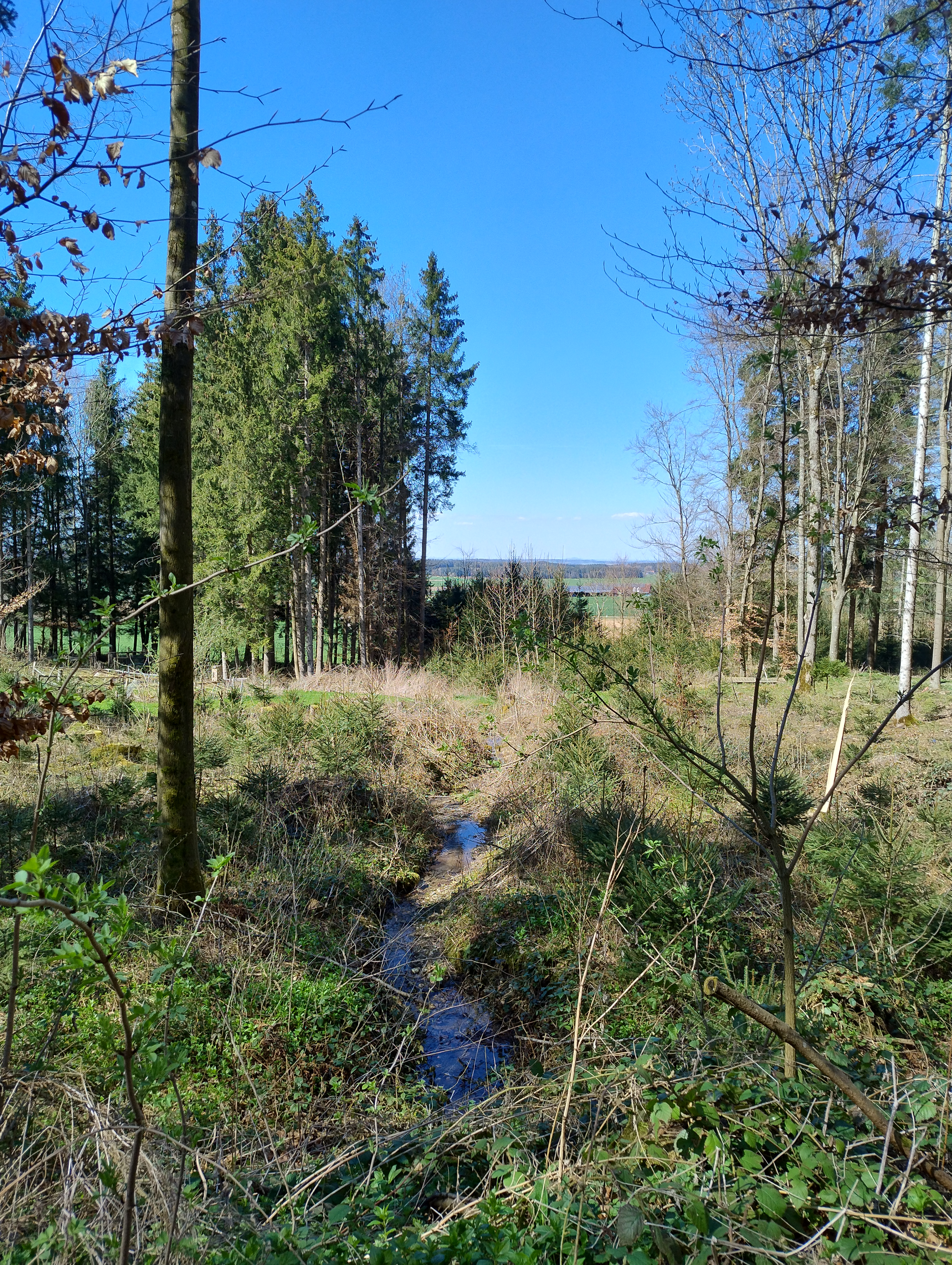
Der Tobelbach (Osterhofen), vom Hinterer-Bergweg aus

## Regenwasserüberläufe
In die Osterhofer Ach werden an verschiedenen Stellen insgesamt vier Regenwasserüberläufe eingeleitet, um bei Starkregenereignissen das Kanalsystem zu entlasten und Überflutungen zu vermeiden.

### Staukanal Fockental
- Maximal 490 l/s, Ableitung über ein DN800 Rohr
- Der unterirdische Staukanal Fockental (DN800 Rohr) verläuft entlang der K7933 und biegt dann im rechten Winkel unter einem stellenweise überwucherten Feldweg ab, der in Richtung der Osterhofer Ach führt.

### Staukanal Haisterkirch
- Maximal 1510 l/s, Ableitung über ein DN1600 Rohr
- Unter dem Fahrradweg von Haisterkirch in Richtung Hittelkofen verläuft ein DN1800-Rohr zur Regenwasserbehandlung/Regenüberlauf.[Überläufe 3]

### Regenüberlauf Hittelkofen
Der Regenüberlauf Hittelkofen befindet sich entgegen seines Namens nicht in Hittelkofen, sondern in Osterhofen
- Das Überlaufbecken befindet sich unter der Hauptstraße auf Höhe von der Eggmannsriederstraße 28, und der Abfluss verläuft unter dem geteerten Weg zur Osterhofer Ach
- Maximal 450 l/s, der Ablauf ist ein DN900 Rohr[Überläufe 4]

### Staukanal Osterhofen
- Maximal 1040 l/s, Ablauf über ein DN1200 Rohr
- Der Staukanal ist unter dem geteerten Weg und besteht aus DN1200 und DN1600 Rohren und läuft parallel zur Osterhofer Ach[Überläufe 5]

## Biotope, Naturdenkmäler, Moore und Kompensationsmaßnahmen
Direkt entlang der Osterhofer Ach liegen mehrere bemerkenswerte Biotope und ein Naturdenkmal.

### Biotope
- Die geschützte Bachsenke am Römerbühl N Mennisweiler (0,3030 ha) beherbergt einen naturnahen Abschnitt der Osterhofer Ach mit begleitendem Schwarzerlen-Eschen-Wald in einer feuchten Talsenke mit typischer Krautschicht und Totholz.[Biotope 1]

- Das geschützte Biotop Naßwiesen und Feuchtwald südlich Hittisweiler (0,7256 ha) umfasst Nasswiesen mit Quellbereichen und Binsen, eine Hochstaudenflur sowie einen Feuchtwald mit Erlen und Traubenkirschen und üppiger Krautschicht.[Biotope 2]

- Das Biotop Feldgehölze N Hittisweiler (Biotopnummer 180244360128) ist ein geschütztes Feldgehölz, das sich kurz nach Hittisweiler an der Osterhofer Ach befindet. Es besteht aus zwei Teilflächen mit einer Gesamtfläche von 0,0530 Hektar. Das nördliche Feldgehölz befindet sich auf einer Böschung und ist lückig bewachsen, während das südliche in einer Mulde liegt und eine dichte Strauchschicht aufweist. Das Biotop beherbergt eine Vielzahl von Pflanzenarten wie Hainbuche, Hasel, Schlehe, Vogel-Kirsche, Pfaffenkäppchen, Holunder, Espe, Hartriegel, Busch-Windröschen, Gundelrebe, Heckenkirsche, Veilchen und Gold-Kälberkropf. Es dient als ökologischer Ausgleichsraum und ist durch die Ablagerung von Lesesteinen im nördlichen Teil beeinträchtigt.[Biotope 3]
- Das Biotop Auengehölz im Weiten Ried (Biotopnummer 180244367668) ist ein geschütztes Auengehölz, das sich direkt an der Mündung der Osterhofer Ach in die Umlach befindet. Es besteht aus zwei Teilflächen mit einer Gesamtfläche von 0,1712 Hektar. Die östliche Teilfläche ist ein dichtes, strauchreiches Gehölz, während die westliche Teilfläche parkartigen Charakter mit mächtigen Bäumen aufweist. In beiden Bereichen ist die Krautschicht gut entwickelt. Das Biotop beherbergt eine Vielzahl von Pflanzenarten, darunter Berg-Ahorn, Schwarz-Erle, Grau-Erle, Hänge-Birke, Hainbuche, Roter Hartriegel, Gewöhnliche Hasel, Espe, Gewöhnliche Traubenkirsche, Stiel-Eiche und verschiedene Weidenarten. Es dient als Pufferbereich zwischen Grünland und Bachlauf und wird als Gebiet von lokaler Bedeutung eingestuft.[Biotope 4]

### Sommerlinde an der Friedhofsmauer
Die Sommerlinde an der Friedhofsmauer in Haisterkirch ist als Naturdenkmal ausgewiesen und stellt ein prägendes Element des Ortsbildes dar.

### Anlage von Kleingewässern zur Förderung der Kreuzkröte

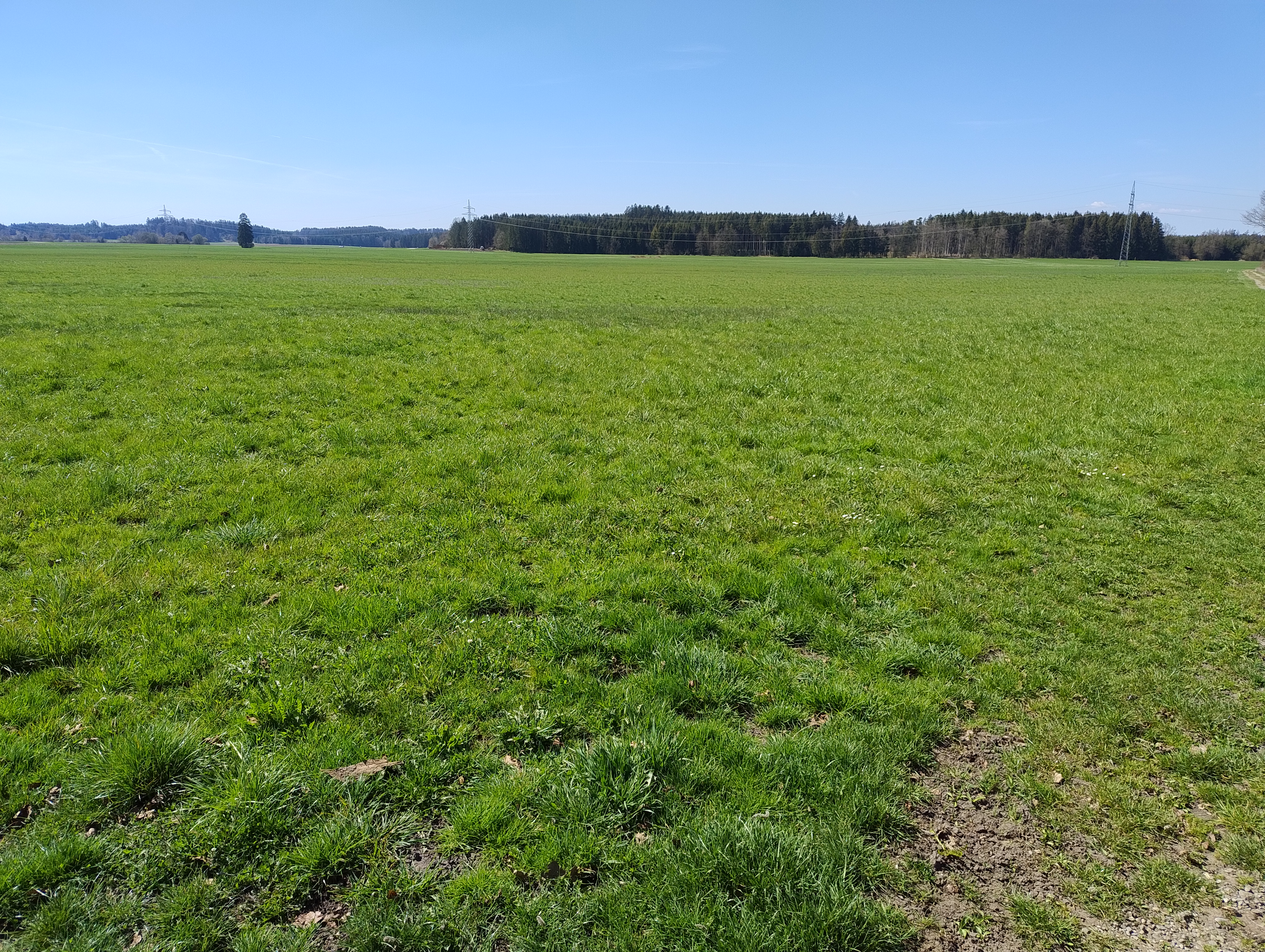
Bild der Fläche der Anlage zur Förderung der Kreuzkröte

Zur Kompensation von Eingriffen im Rahmen des Bebauungsplans ‚Drei Eichen VI‘ im Neubaugebiet Reute (Bad Waldsee) wurde eine Ökokonto-Maßnahme durchgeführt. Direkt im Osten, angrenzend an das Biotop ‚Auengehölz im Weiten Ried‘, entstand auf einer Fläche von rund 61.000 m² eine artenreiche Nasswiese, die speziell die Lebensräume von Kiebitz (Vanellus vanellus (Linnaeus, 1758)) und Kreuzkröte Epidalea calamita (Laurenti, 1768) fördert. Die Maßnahme, die unter dem Aktenzeichen 421-364.522 bei der Zulassungsbehörde geführt wird, nutzte 449.971 Ökopunkte.
Sowohl der Kibitz (Vanellus vanellus) als auch die Kreuzkröte (Epidalea calamita) werden auf der Roten Liste gefährdeter Arten als stark gefährdet geführt.

### Mühlhauser Weite Ried
Die Osterhofer Ach durchfließt kurz vor ihrer Mündung in die Umlach, einen Ausläufer des Mühlhauser Weite Ried, der von Anmoor- und Niedermoorböden geprägt ist. Sowohl die eigentliche Mündung der Osterhofer Ach als auch das Auengehölz im Weiten Ried befinden sich außerhalb dieses Riedausläufers, nachdem die Ostehofer Ach diesen durchquert hat. Ein Teil der Fläche der „Anlage zur Förderung der Kreuzkröte“ erstreckt sich jedoch in diesen Riedausläufer hinein.

## Artenvorkommen

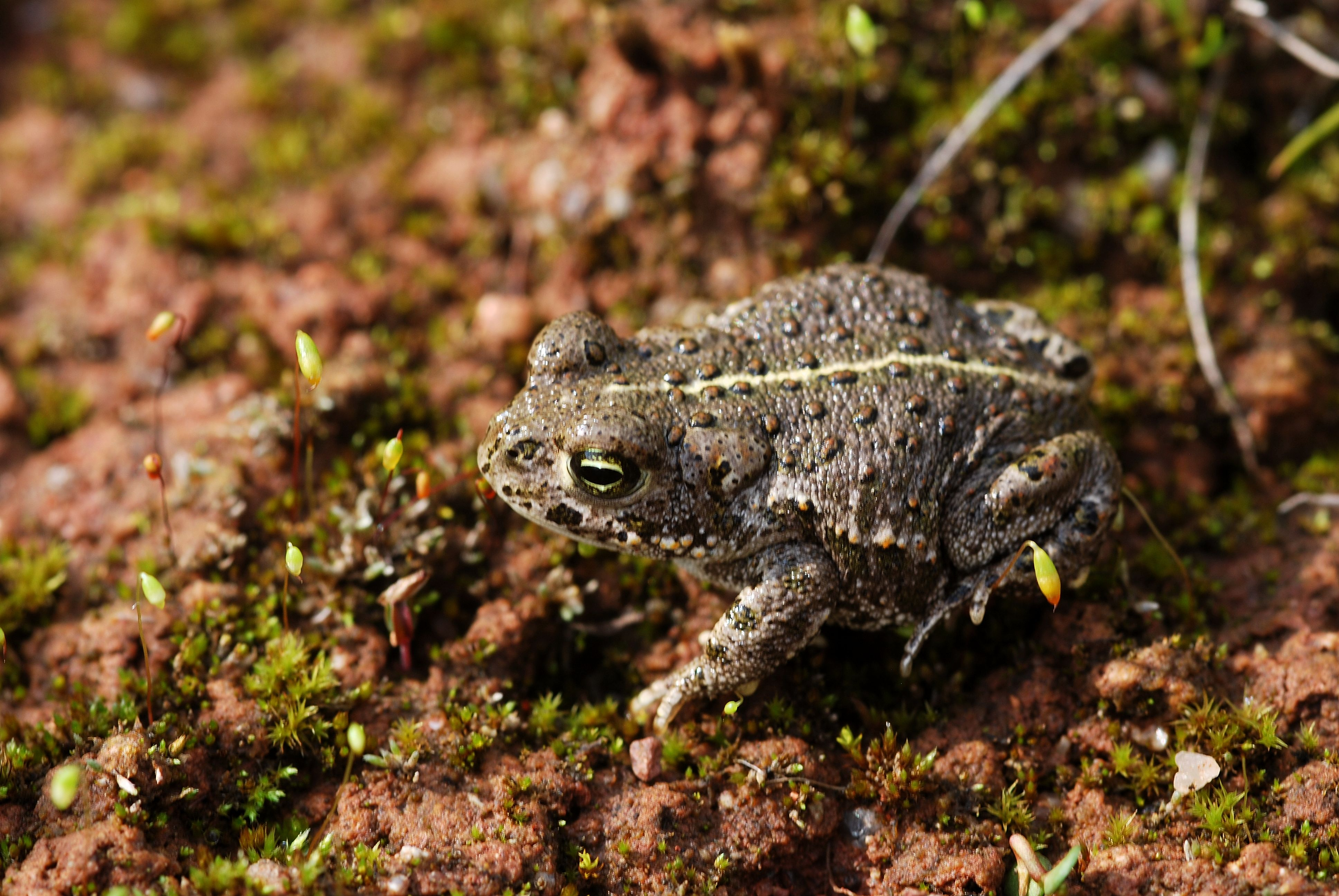
Kreuzkröte

### Stark gefährdet
Stark gefährdete Arten umfassen solche, deren Populationen erheblich zurückgegangen sind oder die durch aktuelle und zukünftige menschliche Einflüsse stark bedroht werden, sodass ohne Abwendung der Gefährdung eine Hochstufung in die Kategorie "Vom Aussterben bedroht" wahrscheinlich ist.
- Die Kreuzkröte (Epidalea calamita) ist unter anderem in der Anlage von Kleingewässern zur Förderung der Kreuzkröte zu finden, wird als stark gefährdet eingestuft und zeigt sowohl langfristig als auch kurzfristig eine starke Abnahme des Bestandes.[Arten 3]

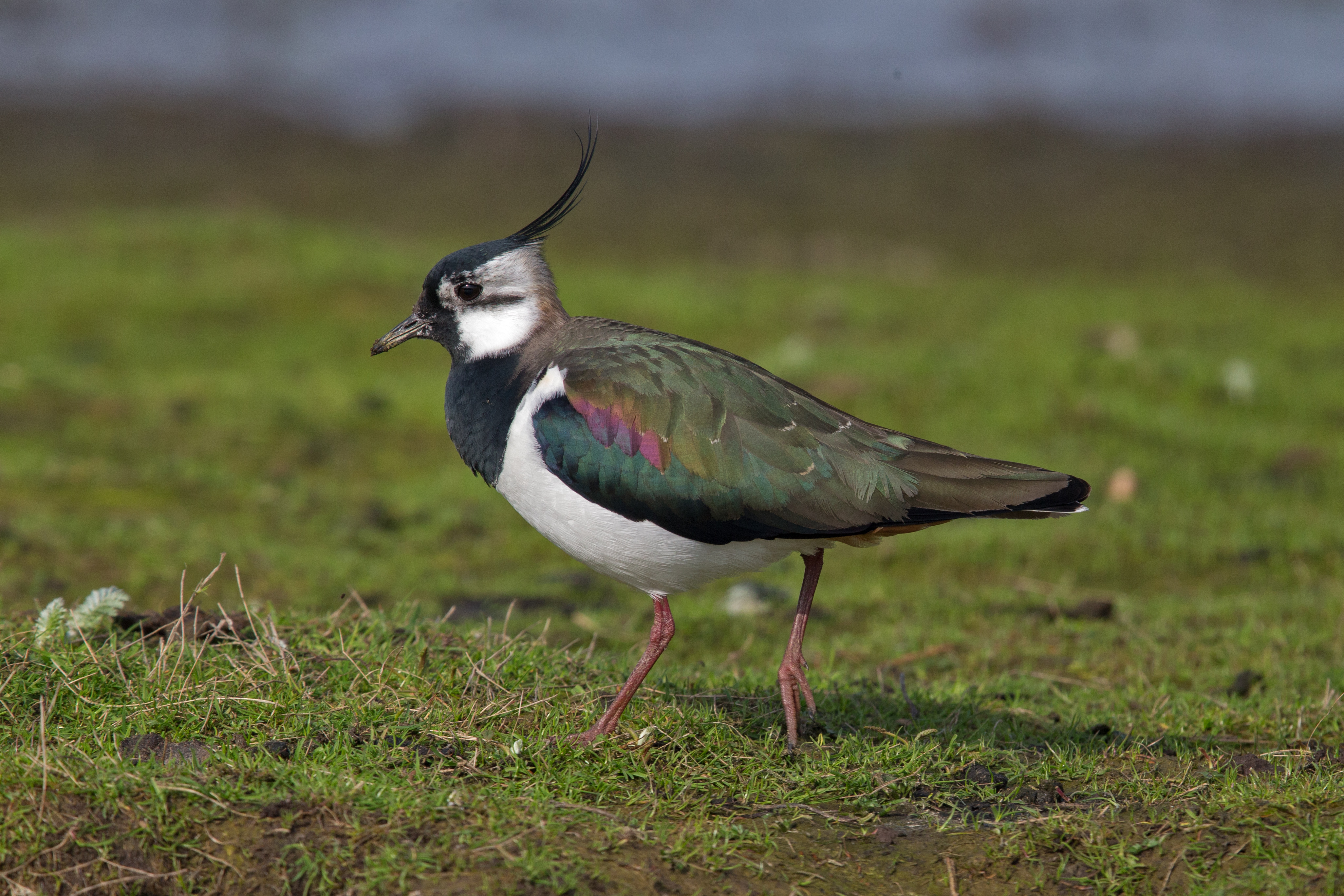
Kibitz

- Kibitz Der Kibitz (Vanellus vanellus) ist ebenfalls in der Anlage von Kleingewässern zur Förderung der Kreuzkröte zu finden, wird als stark gefährdet eingestuft und weist langfristig einen sehr starken Rückgang und kurzfristig eine sehr starke Abnahme des Bestandes auf.[Arten 4]

### Gefährdet
Gefährdete Arten sind solche, deren Populationen einen merklichen Rückgang aufweisen oder die durch aktuelle und absehbare menschliche Einwirkungen bedroht sind, sodass ohne Abwendung der Gefährdung eine Hochstufung in die Kategorie "Stark gefährdet" wahrscheinlich ist.

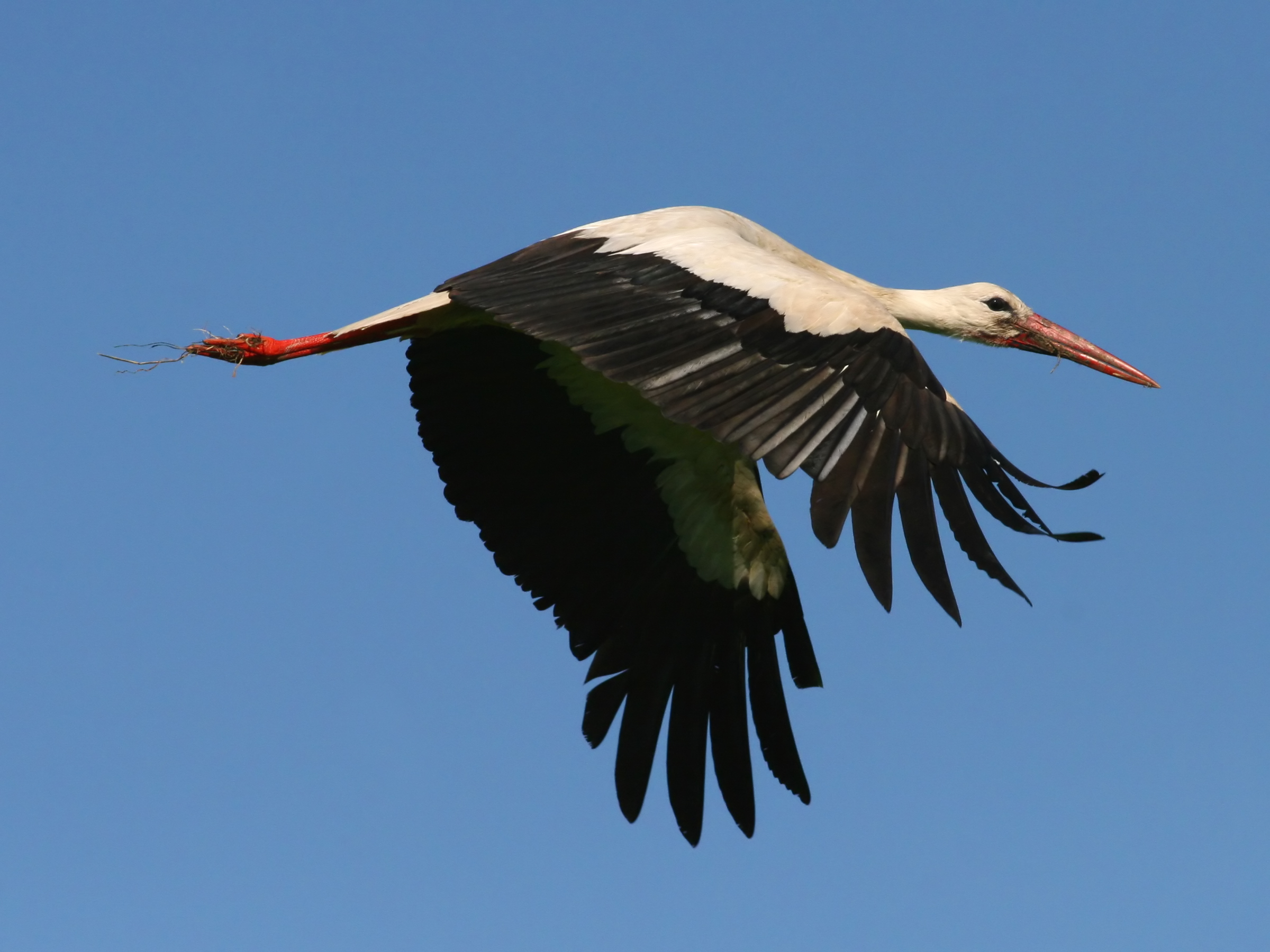
Weißstorch

- WeißstorchDer Weißstorch (Ciconia ciconia) ist im gesamten Verlauf der Osterhofer Ach anzutreffen und wird als gefährdet eingestuft, wobei der langfristige Bestandstrend einen starken Rückgang zeigt, der kurzfristige Bestandstrend jedoch als gleich bleibend beschrieben wird.[Arten 5]
- Die Bach-Kratzdistel (Cirsium rivulare) kommt im Biotop Naßwiesen und Feuchtwald südlich Hittisweiler vor und wird als gefährdet eingestuft, wobei der langfristige Bestandstrend einen mäßigen Rückgang zeigt und der kurzfristige Bestandstrend eine Abnahme in unbekanntem Ausmaß aufweist.[Arten 6]

### Vorwarnliste
Arten auf der Vorwarnliste sind solche, die einen merklichen Bestandsrückgang erlitten haben, aktuell aber noch nicht als gefährdet gelten. Bei Fortbestehen der bestandsreduzierenden Faktoren ist jedoch in naher Zukunft eine Einstufung in die Kategorie „Gefährdet“ wahrscheinlich.

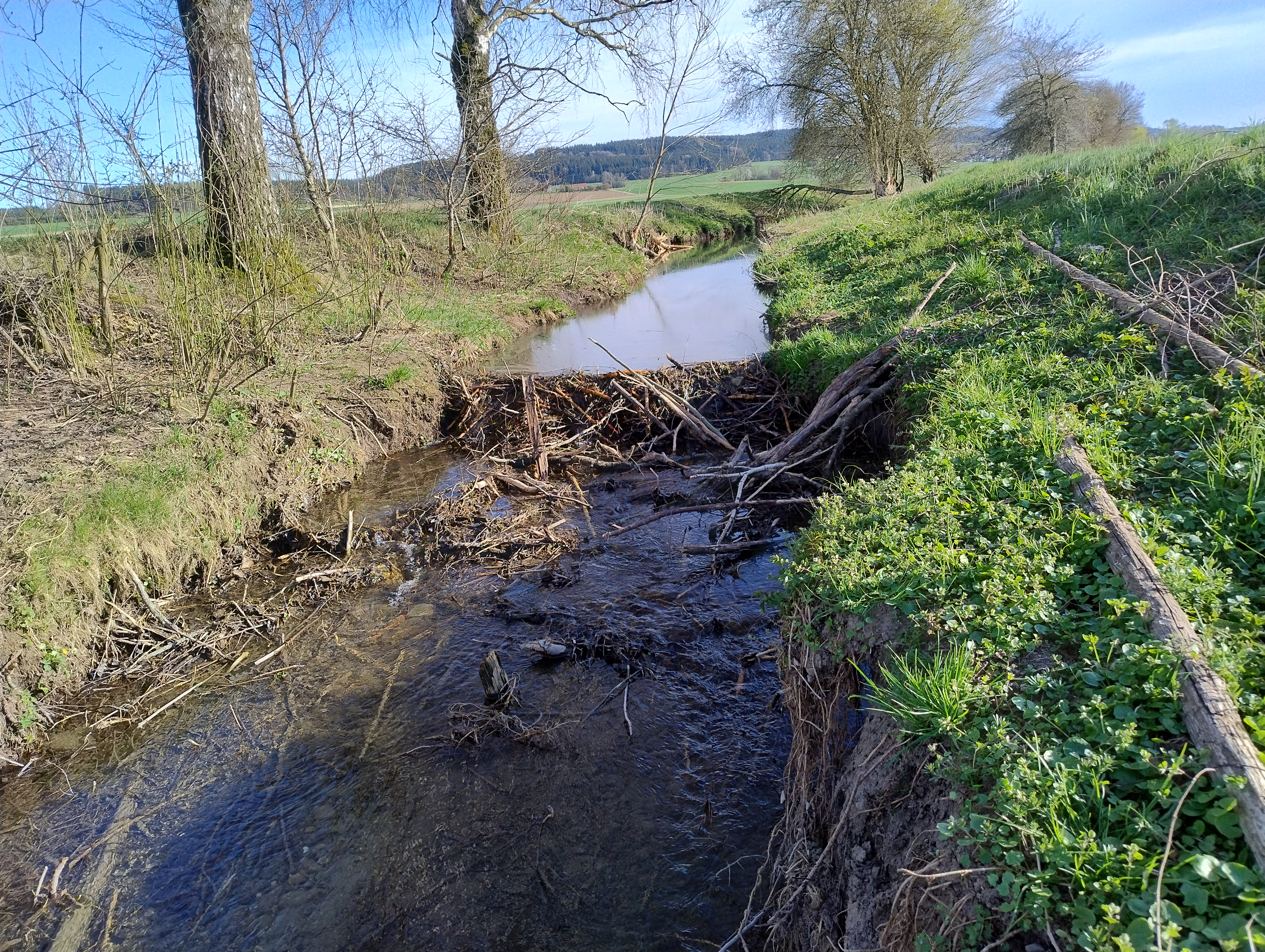
Biberdamm am Unterlauf der Osterhofer Ach

- Der Europäische Biber (Castor fiber) ist am Unterlauf zu finden und in der Europäischen Vorwarnliste verzeichnet, wobei der langfristige Bestandstrend einen sehr starken Rückgang zeigt, der kurzfristige Bestandstrend jedoch eine deutliche Zunahme.[Arten 7]
- Das Sumpf-Weidenröschen (Epilobium palustre) kommt im Biotop Bachsenke am Römerbühl N Mennisweiler vor und steht auf der Vorwarnliste mit einer Abnahme in unbekanntem Ausmaß, wobei der langfristige Bestandstrend einen starken Rückgang und der kurzfristige Bestandstrend eine Abnahme in unbekanntem Ausmaß aufweisen.[Arten 8]
- Der Rotmilan (Milvus milvus) ist im gesamten Verlauf der Osterhofer Ach anzutreffen und wird im gesamten Verbreitungsgebiet auf der Vorwarnliste mit einer starken Abnahme geführt, wobei der langfristige Bestandstrend einen starken Rückgang und der kurzfristige Bestandstrend ein Gleichbleiben zeigt.[Arten 9]

## Schutz und Pflege
Die Bürgerinitiative Lebenswerter Haistergau und die Grundschule Haisterkirch engagieren sich gemeinsam für den Schutz und die Pflege der Osterhofer Ach.

### Renaturierungsmaßnahmen der Bürgerinitiative Lebenswerter Haistergau
- April 1995: Pflanzung von 140 Erlen entlang des Ufers.[3]
- 2004: Pflanzung von 300 Sträuchern im Uferbereich.[3]

### Müllbeseitigungsaktionen der Grundschule Haisterkirch
Im Rahmen der jährlichen Dorfputzete führt die Grundschule Haisterkirch regelmäßig Müllbeseitigungsaktionen am Haisterbach durch.
Diese Maßnahmen tragen zur naturnahen Gestaltung des Gewässerufers bei, fördern die Entwicklung eines gesunden Ökosystems und tragen zur Sauberkeit des Haisterbachs bei.

## Wirtschaftliche Nutzung
Im 19. Jahrhundert waren Mühlen entlang der Zuflüsse der Osterhofer Ach in Osterhofen und in Haisterkirch von Bedeutung. Im Jahr 1834 wurden am Zufluss Osterhofer Bach drei Mahlmühlen und zwei Ölmühlen sowie in Haisterkirch eine weitere Mahlmühle betrieben. Heute existiert keine dieser Mühlen mehr.

## Karten

### Historisch
Auf den historischen Karten von Hild, Johannes von Bonlanden, AOA Stuttgart aus der Zeit um 1825 lässt sich der ursprüngliche Verlauf der Osterhofer Ach nachvollziehen.
- SO LXI 49 von der Quelle bis Hittisweiler[Karten 1]
- SO LX 49 der Bereich nördlich von Hittisweiler[Karten 2]
- SO LIX 49 der Bereich zwischen Hittisweiler und Haisterkirch[7]
- SO LVIII 49 Haisterkirch[Karten 3]
- SO LVIII 50 der Bereich nördlich von Haisterkirch[Karten 4]
- SO LVII 50 der Bereich Hittelkofen und Osterhofen[Karten 5]

## Wege am Bachufer
- Südlich von Hittisweiler verläuft ein kurzer Abschnitt des Weges direkt entlang von Feldwegen.
- Der asphaltierte Weg entlang der Osterhofener Ach, der von Haisterkirch bis zur Mitte von Osterhofen führt, ist ein beliebter Spazier- und Radweg. Er ist für landwirtschaftlichen Verkehr und Fahrräder zugelassen und bietet durch seinen Uferbewuchs, der neben Birken auch andere Bäume und Sträucher umfasst, sowie die angrenzenden Wiesen eine landschaftlich reizvolle Umgebung.
- Nördlich von Osterhofen beginnt der Weg mit einem kurzen asphaltierten Abschnitt, der dann in unbefestigte Feldwege übergeht. Diese Feldwege, welche nur bedingt mit Fahrrädern befahrbar sind, verlaufen teilweise beidseitig des Ufers der [Name des Baches], dessen Uferbereich dicht mit Bäumen und Sträuchern bewachsen ist.
- Die „NaTour Haistergau“ ist eine etwa 7,5 Kilometer lange Rundtour, die Wanderern und Radfahrern die naturkundlichen Besonderheiten des Haistergaus entlang der Osterhofer Ach und des Haisterbachs näherbringt. Die von der Bürgerinitiative Lebenswerter Haistergau konzipierte Tour führt durch das Naturschutzgebiet Mauchenmühle und bietet Einblicke in botanische Eiszeitrelikte sowie die Möglichkeit zur Vogelbeobachtung.[8]
- Der Kapellenweg Haisterkirch und der 2. Permanente IVV-Wanderweg des DVV bilden im Wesentlichen dieselbe Rundtour in zwei Varianten mit Längen von 11 bzw. 23 km, unterscheiden sich jedoch im Start- und Zielpunkt: Während der DVV-Wanderweg an der Kapelle in Hittelkofen beginnt, startet der Kapellenweg an der Kapelle in Osterhofen. Beide Varianten führen im Bereich von Osterhofen und Hittelkofen ein Stück entlang der Osterhofer Ach.[9]

### Flussverläufe
1. ↑  Karte: Digitale Topographische Karte - Daten- und Kartendienst der LUBW. Abgerufen am 31. März 2025.
2. ↑  Karte: Digitale Topographische Karte - Daten- und Kartendienst der LUBW. Abgerufen am 31. März 2025.
3. ↑  Karte: Digitale Topographische Karte - Daten- und Kartendienst der LUBW. Abgerufen am 31. März 2025.
4. ↑  Karte: Digitale Topographische Karte - Daten- und Kartendienst der LUBW. Abgerufen am 31. März 2025.
5. ↑  Karte: Digitale Topographische Karte - Daten- und Kartendienst der LUBW. Abgerufen am 31. März 2025.
6. ↑  Karte: Digitale Topographische Karte - Daten- und Kartendienst der LUBW. Abgerufen am 31. März 2025.
7. ↑  Karte: Digitale Topographische Karte - Daten- und Kartendienst der LUBW. Abgerufen am 31. März 2025.
8. ↑  Karte: Digitale Topographische Karte - Daten- und Kartendienst der LUBW. Abgerufen am 31. März 2025.
9. ↑  Karte: Digitale Topographische Karte - Daten- und Kartendienst der LUBW. Abgerufen am 31. März 2025.

### Einzugsgebiete
1. ↑  Karte: Kartenansicht - Daten- und Kartendienst der LUBW. Abgerufen am 6. April 2025.

### Regenwasserüberläufe
1. ↑  Stadt Bad Waldsee: Antrag auf Neuerteilung der wasserrechtlichen Erlaubnis für die Regenüberlaufbecken (RÜB) und Regenüberläufe (RÜ). Abgerufen am 26. März 2025.
2. ↑  Schmutzfracht Simulation für das Einzugsgebiet der Kläranlage Bad Waldsee. Abgerufen am 26. März 2025 (Hinweis: Übersichtskarte auf Seite 5).
3. ↑  Große Kreisstadt Bad Waldsee: Regenwasserbehandlung EZG Bad Waldsee Staukanal Haisterkirch. Abgerufen am 26. März 2025.
4. ↑  Große Kreisstadt Bad Waldsee: Regenwasserbehandlung EZG Bad Waldsee RÜ Hittelkofe. Abgerufen am 26. März 2023.
5. ↑  Große Kreisstadt Bad Waldsee: Regenwasserbehandlung EZG Bad Waldsee Staukanal Osterhofen, Flst. 1784; Bad Waldsee - Ortsteil Osterhofen. In: Lanndratsamt Ravensburg. 18. August 2022, abgerufen am 26. März 2025.

### Biotope
1. ↑  Tabelle: Biotop - Erhebungsbogen - Daten- und Kartendienst der LUBW. Abgerufen am 31. März 2025.
2. ↑  Tabelle: Biotop - Erhebungsbogen - Daten- und Kartendienst der LUBW. Abgerufen am 31. März 2025.
3. ↑  Tabelle: Biotop - Erhebungsbogen - Daten- und Kartendienst der LUBW. Abgerufen am 27. März 2025.
4. ↑  Tabelle: Biotop - Erhebungsbogen - Daten- und Kartendienst der LUBW. Abgerufen am 27. März 2025.
5. ↑  Schutzgebietssteckbrief: Naturdenkmal, Einzelgebilde Sommerlinde an Friedhofsmauer. Abgerufen am 27. März 2025.

### Naturdenkmale
1. ↑  Schutzgebietssteckbrief: Naturdenkmal, Einzelgebilde Sommerlinde an Friedhofsmauer. Abgerufen am 27. März 2025.

### Kompensationsmaßnahmen
1. ↑  Ökokonto-Maßnahmen in Baden-Württemberg. Abgerufen am 27. März 2023.

### Arten
1. ↑  Redaktion: BMBF LS5 Internetredaktion: Kibitz Detailseite - Rote-Liste-Zentrum Rote-Liste-Zentrum. Abgerufen am 13. April 2025.
2. ↑  Redaktion: BMBF LS5 Internetredaktion: Kreuzkröte Detailseite - Rote-Liste-Zentrum Rote-Liste-Zentrum. Abgerufen am 13. April 2025.
3. ↑  Redaktion: BMBF LS5 Internetredaktion: Kreuzkröte Detailseite - Rote-Liste-Zentrum Rote-Liste-Zentrum. Abgerufen am 13. April 2025.
4. ↑  Redaktion: BMBF LS5 Internetredaktion: Kibitz Detailseite - Rote-Liste-Zentrum Rote-Liste-Zentrum. Abgerufen am 13. April 2025.
5. ↑  Redaktion: BMBF LS5 Internetredaktion: Weißstorch Detailseite - Rote-Liste-Zentrum Rote-Liste-Zentrum. Abgerufen am 13. April 2025.
6. ↑  Redaktion: BMBF LS5 Internetredaktion: Bach-Kratzdistel Detailseite - Rote-Liste-Zentrum Rote-Liste-Zentrum. Abgerufen am 13. April 2025.
7. ↑  Redaktion: BMBF LS5 Internetredaktion: Europäische Biber Detailseite - Rote-Liste-Zentrum Rote-Liste-Zentrum. Abgerufen am 13. April 2025.
8. ↑  Redaktion: BMBF LS5 Internetredaktion: Sumpf-Weidenröschen Detailseite - Rote-Liste-Zentrum Rote-Liste-Zentrum. Abgerufen am 13. April 2025.
9. ↑  Redaktion: BMBF LS5 Internetredaktion: Rotmilan Detailseite - Rote-Liste-Zentrum Rote-Liste-Zentrum. Abgerufen am 13. April 2025.

### Landkarten
1. ↑  Landesarchiv Baden-Württemberg, Abt. Staatsarchiv Ludwigsburg - Findbuch EL 68 VI: Landesvermessungsamt Baden-Württemberg: Flurkarten der Württemberg. und Hohenz. Landesvermessung (Digitalisate) - Strukturansicht. Abgerufen am 4. April 2025.
2. ↑  Landesarchiv Baden-Württemberg Abt. Staatsarchiv Ludwigsburg - Dokumente. Abgerufen am 4. April 2025.
3. ↑  Landesarchiv Baden-Württemberg, Abt. Staatsarchiv Ludwigsburg - Findbuch EL 68 VI: Landesvermessungsamt Baden-Württemberg: Flurkarten der Württemberg. und Hohenz. Landesvermessung (Digitalisate) - Strukturansicht. Abgerufen am 4. April 2025.
4. ↑  Landesarchiv Baden-Württemberg, Abt. Staatsarchiv Ludwigsburg - Findbuch EL 68 VI: Landesvermessungsamt Baden-Württemberg: Flurkarten der Württemberg. und Hohenz. Landesvermessung (Digitalisate) - Strukturansicht. Abgerufen am 4. April 2025.
5. ↑  Landesarchiv Baden-Württemberg, Abt. Staatsarchiv Ludwigsburg - Findbuch EL 68 VI: Landesvermessungsamt Baden-Württemberg: Flurkarten der Württemberg. und Hohenz. Landesvermessung (Digitalisate) - Strukturansicht. Abgerufen am 4. April 2025.

### Sonstige
1. 1 2   LUBW-Karte Osterhofer Ach auf: Daten- und Kartendienst der Landesanstalt für Umwelt Baden-Württemberg (LUBW) (Hinweise)
2. ↑  Request Rejected. Abgerufen am 27. März 2025.
3. 1 2  Bürgerinitiative Lebenswerter Haistergau. Abgerufen am 6. April 2025.
4. ↑  unseren Lesern: Dorfputzete in Haisterkirch. 25. April 2024, abgerufen am 6. April 2025.
5. ↑  Seite:Oberamt Waldsee 157.png – Wikisource. Abgerufen am 26. März 2025.
6. ↑  Seite:Oberamt Waldsee 154.png – Wikisource. Abgerufen am 26. März 2025.
7. ↑  Landesarchiv Baden-Württemberg, Abt. Staatsarchiv Ludwigsburg – Findbuch EL 68 VI: Landesvermessungsamt Baden-Württemberg: Flurkarten der Württemberg. und Hohenz. Landesvermessung (Digitalisate) – Strukturansicht. Abgerufen am 24. Mai 2025.
8. ↑  NaTour Haistergau – umweltbildung-ravensburg.de. 21. April 2017, abgerufen am 26. März 2025.
9. ↑  2. Permanenter IVV-Wanderweg. Abgerufen am 6. April 2025.